# Samsung Galaxy Note 9
Samsung Galaxy Note 9 là một điện thoại thông minh phablet chạy trên nền tảng Android được thiết kế, phát triển và thương mại bởi Samsung Electronics. Galaxy Note 9 kế thừa thế hệ tiền nhiệm Galaxy Note 8 và là một phần của dòng điện thoại cao cấp Samsung Galaxy Note series.
Galaxy Note 9 được ra mắt vào ngày 9 tháng 8 năm 2018.

## Lịch sử
Nhiều tính năng của Galaxy Note 9 đã bị rò rỉ trước khi ra mắt chính thức, bao gồm cả các tính năng đặc biệt trên bút S-Pen. Vào ngày 27 tháng 6 năm 2018, Samsung đã gửi lời mời tham dự sự kiện "Unpacked" với hình ảnh bút S Pen màu vàng, được công bố vào ngày 9 tháng 8 năm 2018.
Vào ngày 15 tháng 7 năm 2018, một bức ảnh đã được đăng trên Internet cho thấy Giám đốc điều hành của Samsung, ông Dongjin Koh đang cầm một chiếc Galaxy Note có thể là Galaxy Note 9.
Vào ngày 2 tháng 8 năm 2018, một bức ảnh hộp máy Galaxy Note 9 được đăng từ Nga.
Galaxy Note 9 có thiết kế vuông vức giống với Galaxy Note 8 với màn hình vát cong về hai bên cho cảm giác không viền cạnh. Viền trên và dưới được vát mỏng hơn so với Galaxy Note 8.
Cảm biến vân tay của Galaxy Note 9 được đưa xuống thấp hơn so với Note 8 để cải thiện trải nghiệm người dùng.

Mặt trước của Samsung Galaxy Note 9

## Thông số kỹ thuật
- Kích thước màn hình: 6.4 inches Super AMOLED Quad HD + 2K.
- Độ phân giải màn hình: 1440 x 2960 pixels
- Hệ điều hành: Android 8.1 (Oreo)
- Chip xử lý (CPU): Exynos 9810 8 nhân 64 bit hoặc Snapdragon 845 (tùy thị trường).
- RAM: 6 GB (8 GB cho phiên bản cao nhất)
- Máy ảnh chính: Dual: 12 MP (f/1.5-2.4, 26mm, 1/2.55", 1.4 µm, dual pixel PDAF) + 12MP (f/2.4, 52mm, 1/3.6", 1 µm, AF), OIS, 2x optical zoom, LED flash
- Bộ nhớ trong: 128 GB (256 GB ở một số thị trường và 512 GB với phiên bản cao nhất).
- Dung lượng pin (mAh): 4000 mAh.
- Màu sắc: Note 9 sở hữu nhiều tùy chọn màu sắc như: Xanh lục, Đen, Tím khói, Hoa anh đào, Vàng (tùy thị trường).

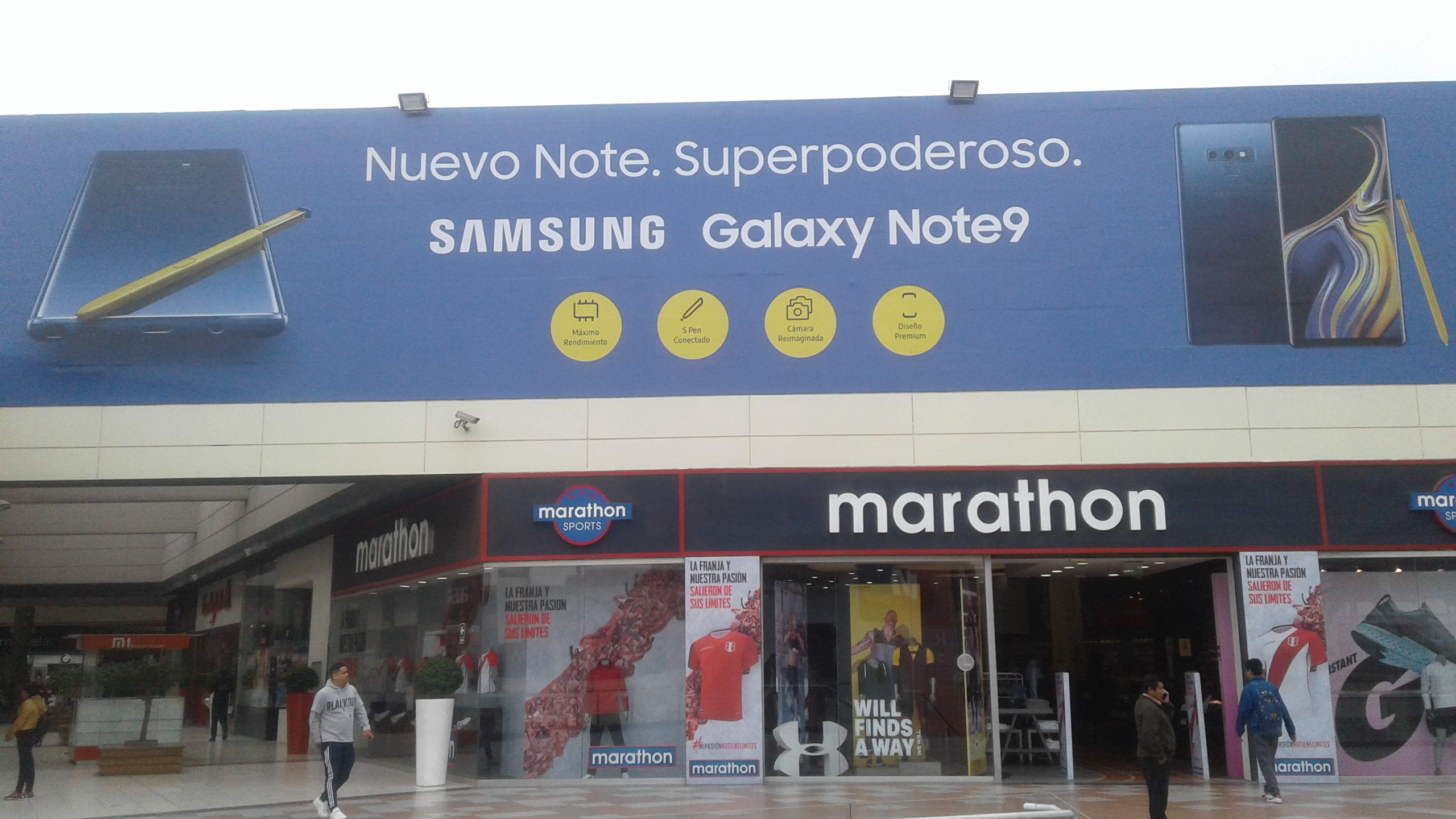
Biển quảng cáo Samsung Galaxy Note 9 tại một trung tâm mua sắm.